# Латьюга
 Латьюга  — деревня в Удорском районе Республики Коми в составе сельского поселения Большая Пысса.

## География
Расположено на левом берегу реки Мезень у речки Латьюга на расстоянии примерно 92 км по прямой на север от районного центра села Кослан.

## История
Известна с 1678 года как деревня Латюга, с течением времени отмечалась как Лотьюга (1846) или Латьюжская (1859) .

## Население
Постоянное население  составляло 77 человек (коми 96%) в 2002 году, 36 в 2010 .